# Gekraagde dwerguil
De gekraagde dwerguil   (Taenioptynx brodiei synoniem:Glaucidium brodiei) is een vogel uit de familie van de uilen.

## Verspreiding en leefgebied
Deze soort komt voor in Azië en telt twee ondersoorten:
- T. b. brodiei: van de Himalaya tot zuidelijk China, zuidelijk door Indochina en Maleisië.
- T. b. pardalotum: Taiwan.

## Status
De grootte van de populatie is niet gekwantificeerd maar de soort wordt omschreven als algemeen. Op de Rode lijst van de IUCN heeft deze soort de status niet bedreigd.